# Tamara Popović
Tamara Popović (* 9. September 2002) ist eine montenegrinische Skirennläuferin.

## Karriere
Popović gab ihr internationales Renndebüt am 26. Januar 2019 bei den bosnischen Meisterschaften im Riesenslalom in Bjelašnica. Ihr erstes internationales Großereignis bestritt sie etwas mehr als ein Jahr später bei den Olympischen Jugend-Winterspielen in Lausanne, wobei sei mit Rang 34 im Riesenslalom ihre bestes Platzierung erreichte.
In den darauffolgenden Jahren startete sie hauptsächlich bei FIS-Rennen in Ost- bzw. Südosteuropa. Die einzige Ausnahme hierbei bildeten die Alpine Skiweltmeisterschaften 2021 in Cortina d’Ampezzo, wobei Popović hier den 58. Platz im Riesenslalom belegte.
Ihr letztes internationales Rennen bestritt sie am 3. April 2021 in Bansko, seitdem ist sie nicht mehr als Rennläuferin in Erscheinung getreten. Zuletzt war sie am 16. März 2025 für zwei FIS-Rennen in Kolašin gemeldet, wobei sie jeweils nicht zum Start antrat.

## Erfolge

### Weltmeisterschaften
- Cortina d’Ampezzo 2021: 58. Riesenslalom, DNF Slalom

### Olympische Jugend-Winterspiele
- Lausanne 2020: 34. Slalom, DSQ Riesenslalom

### Weitere Erfolge
- 6 Platzierungen unter den besten 5 bei FIS-Rennen